# 大水法
40°00′44″N 116°18′24″E / 40.012150°N 116.306586°E

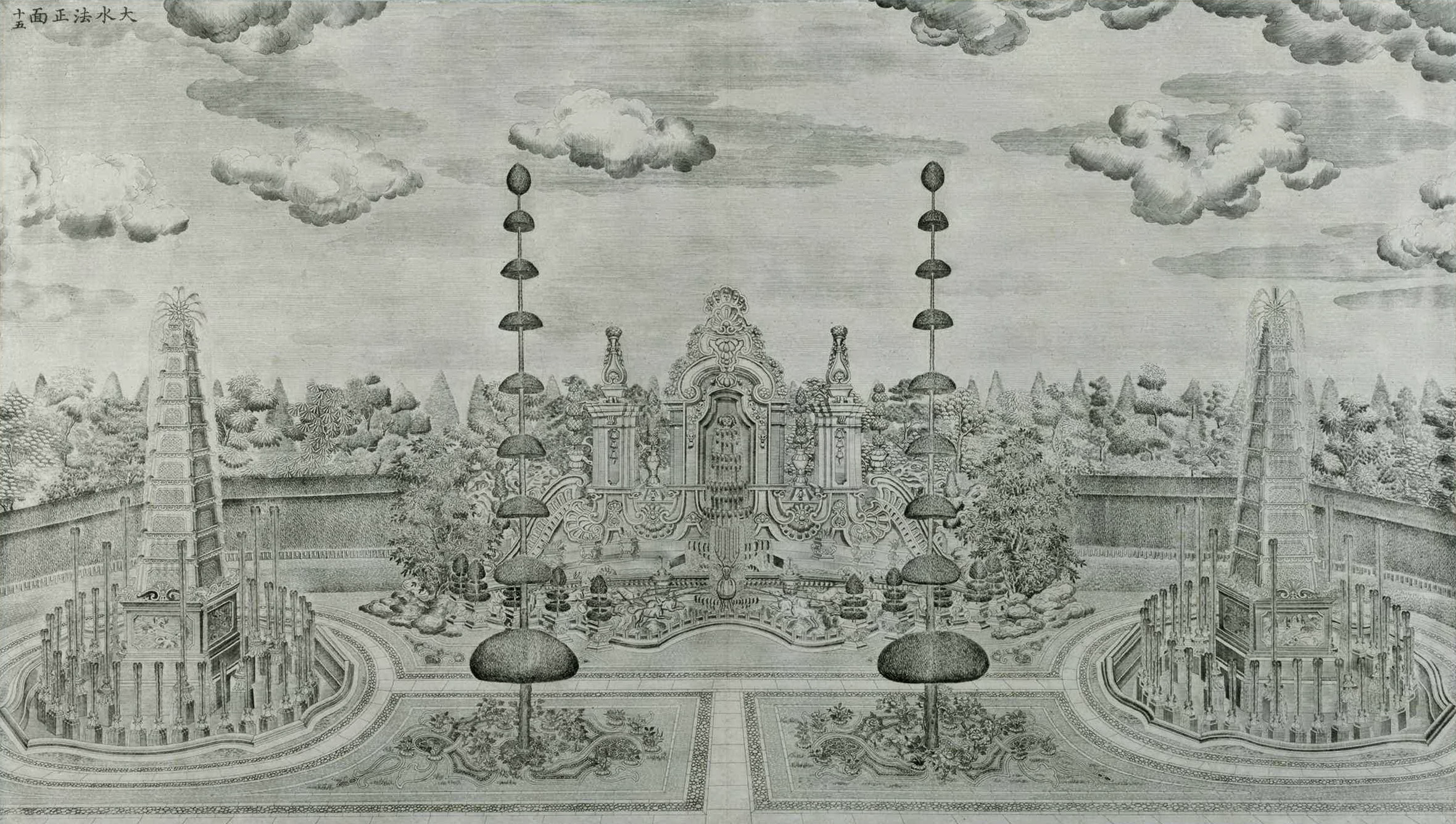
大水法铜版画

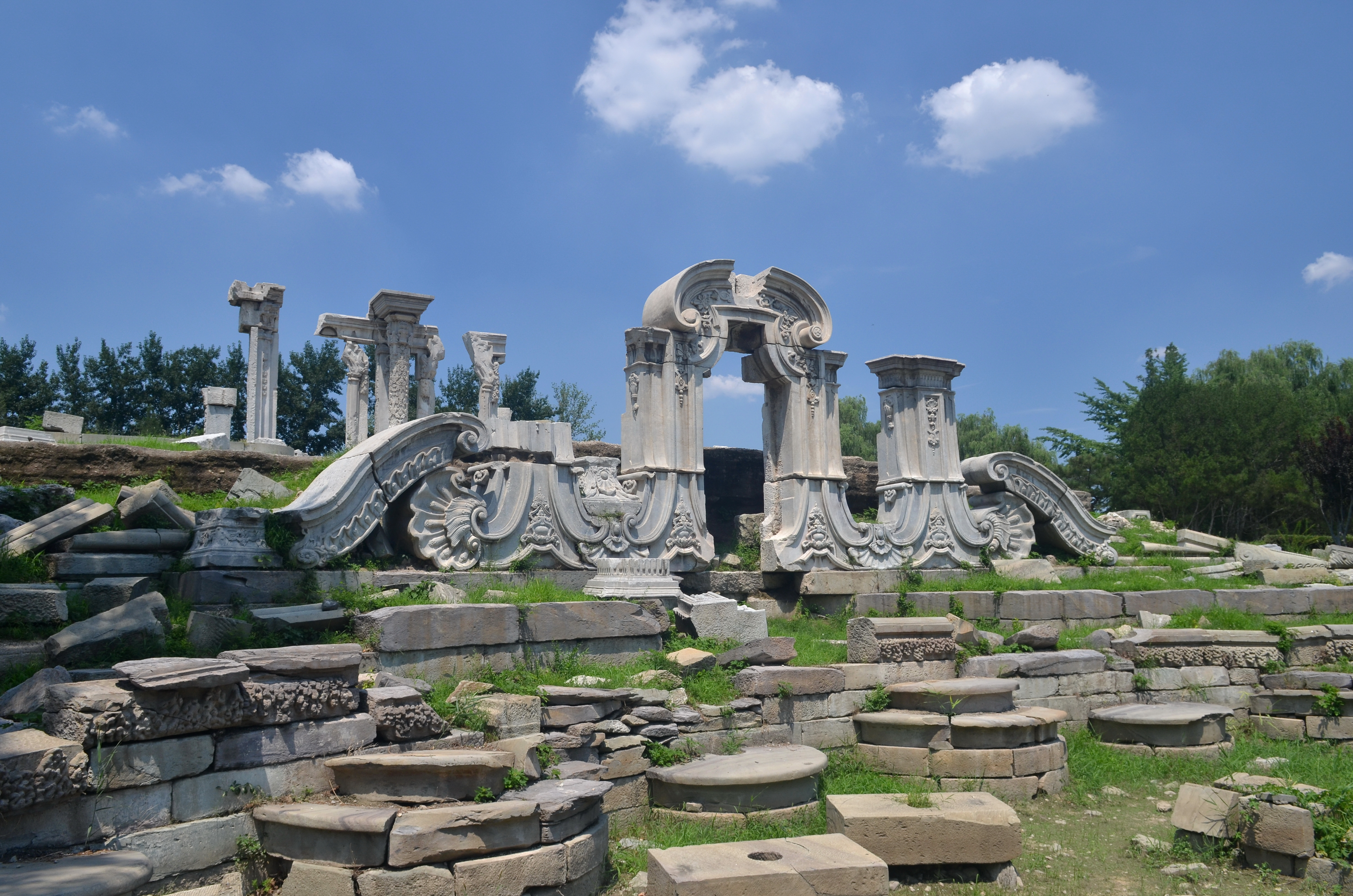
大水法遗迹

大水法是位於中國北京圓明園的长春园北部，是以西洋式石龛式建筑为背景的一组喷泉为主体的景观。為融合中西建築風格的設計，以石龕式建築為背景，建于清代乾隆二十四年 (1759年) 前后，“水法”在清朝时期的意思是人工喷泉，因此用大水法命名此西洋一景。
大水法位于方外观遗址以东，在远瀛观残迹平台以南。大水法的西洋式石龛以北紧靠远瀛观平台，石龛前水池为半圆海棠形，水池中央有一鹿，东西各有猎犬五只，由口中喷出水射向鹿。水池外东西各有一座十三层方形喷水塔，位于水池中，由汉白玉砌成，层层喷水，水塔周围的池中也有喷水。
大水法是歐洲傳教士蔣友仁（P. Michel Benoit）設計和監造的。乾隆十二年，乾隆皇帝想在圓明園中建築一座西洋化的宮殿，殿內外部都要裝置自動噴水機，由另一位義大利人傳教士郎世寧（Giuseppe Castiglione）介紹友人蔣友仁參加設計工作。蔣友仁的專業是在中國傳教，建築工程不是他的專長；但他學的是數學，並保有許多有關噴水池的建築書籍。蔣友仁利用數學上的知識并以書本上的圖案文字為參考，設計了圓明園的噴水工程，並取名為“大水法”。

## 图片

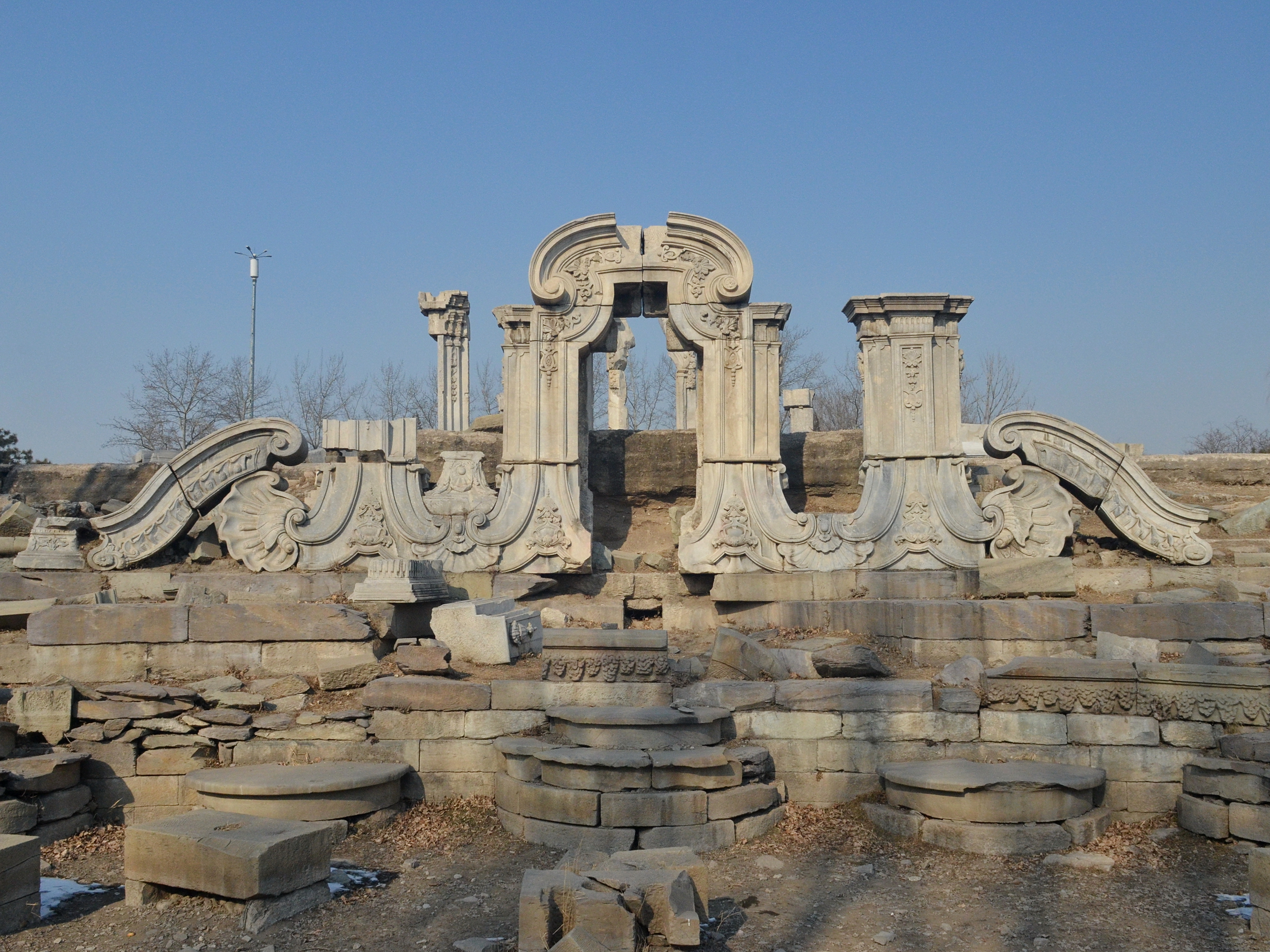
大水法石龛式建筑残迹正面
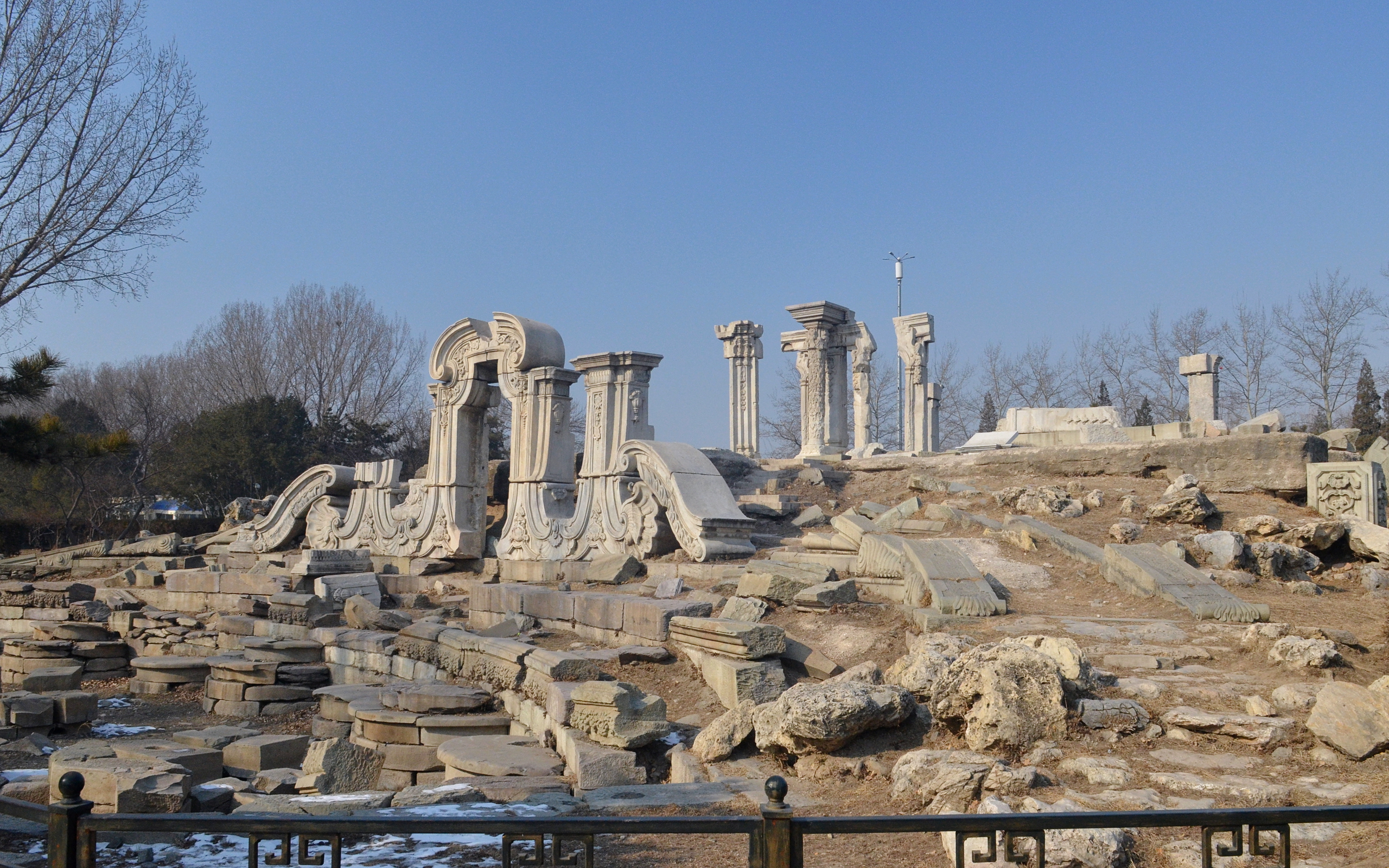
大水法东侧
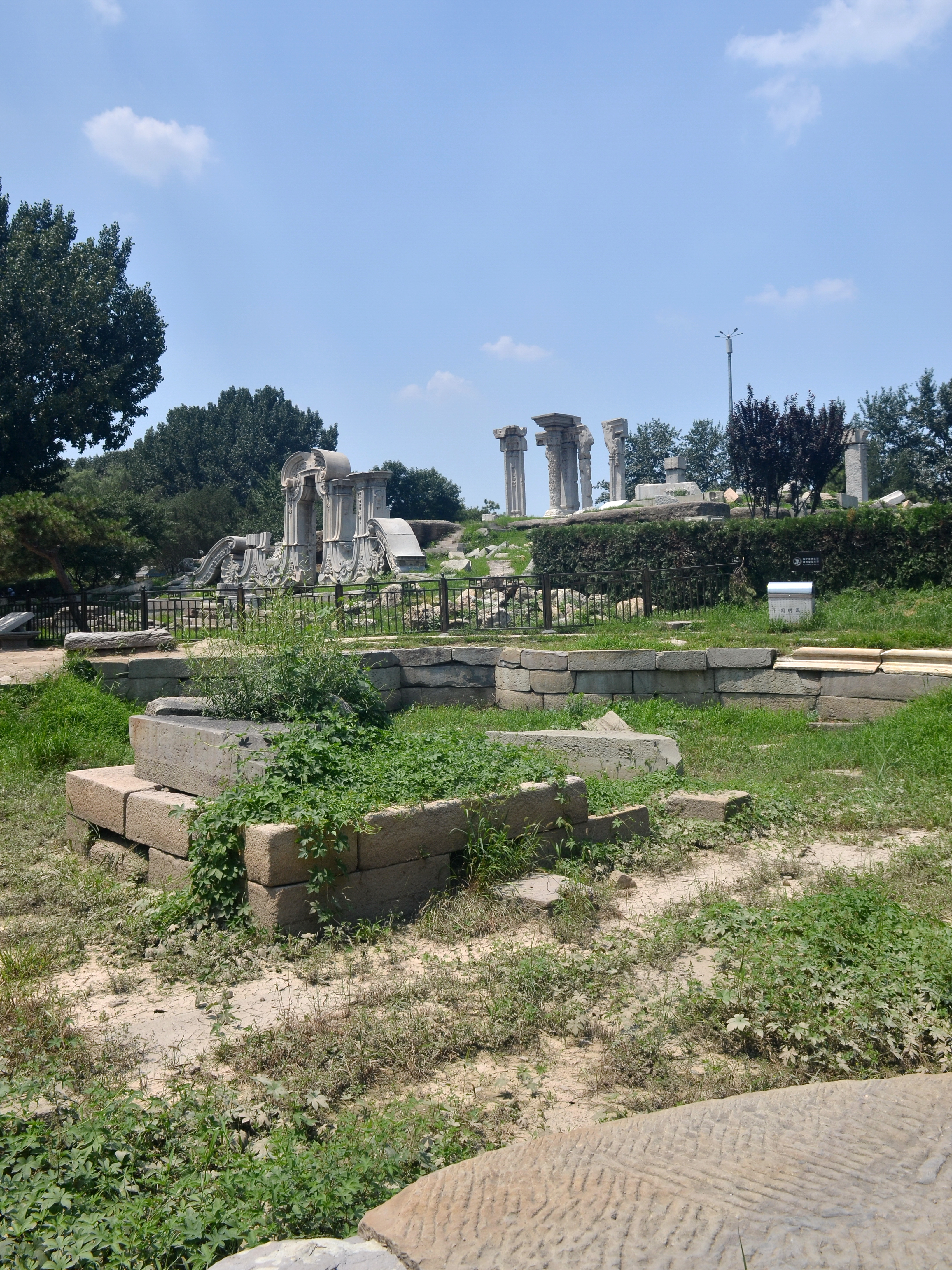
大水法两侧有方形喷水塔的水池残存遗迹
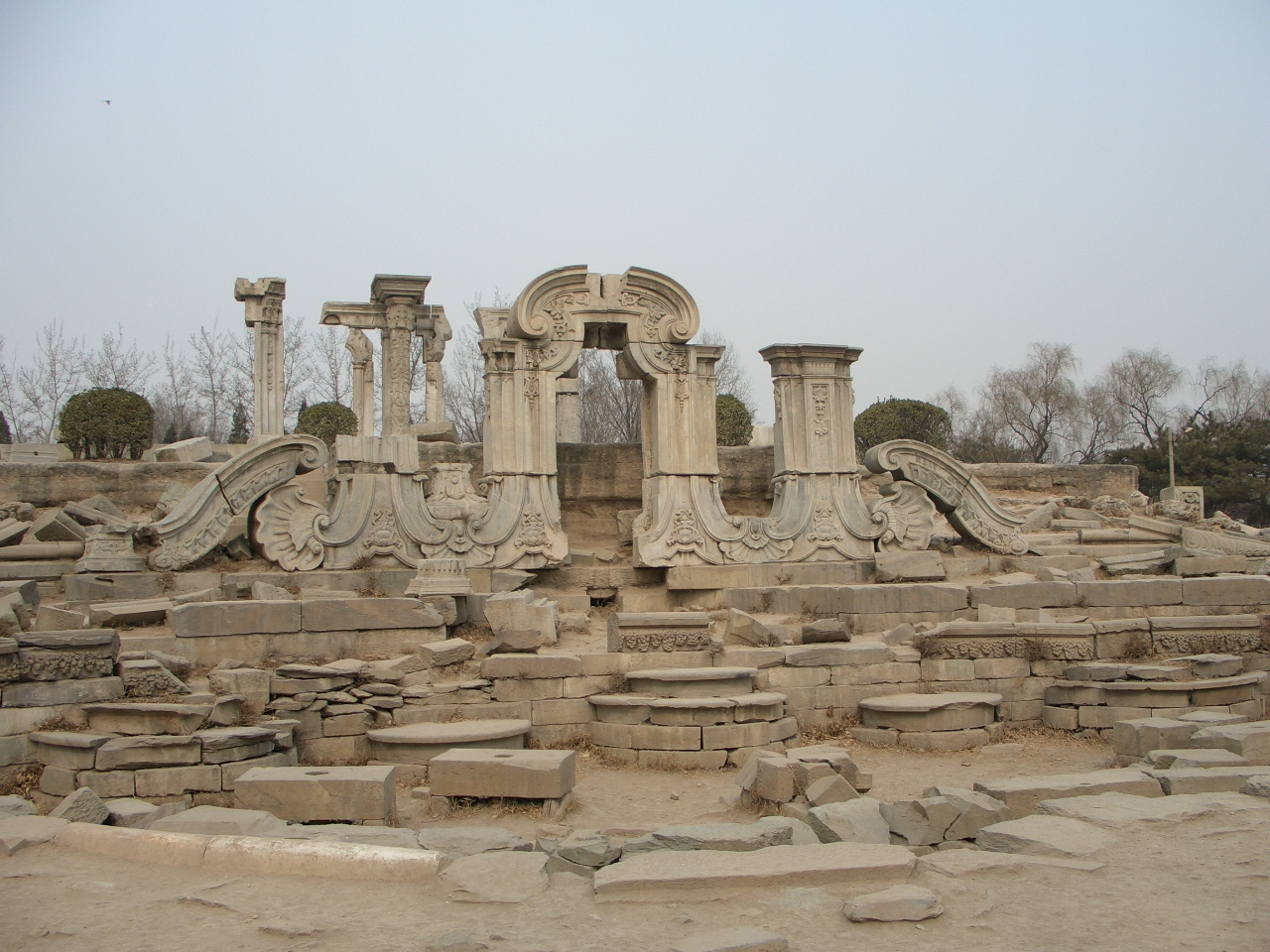
大水法及其前面的水池残迹
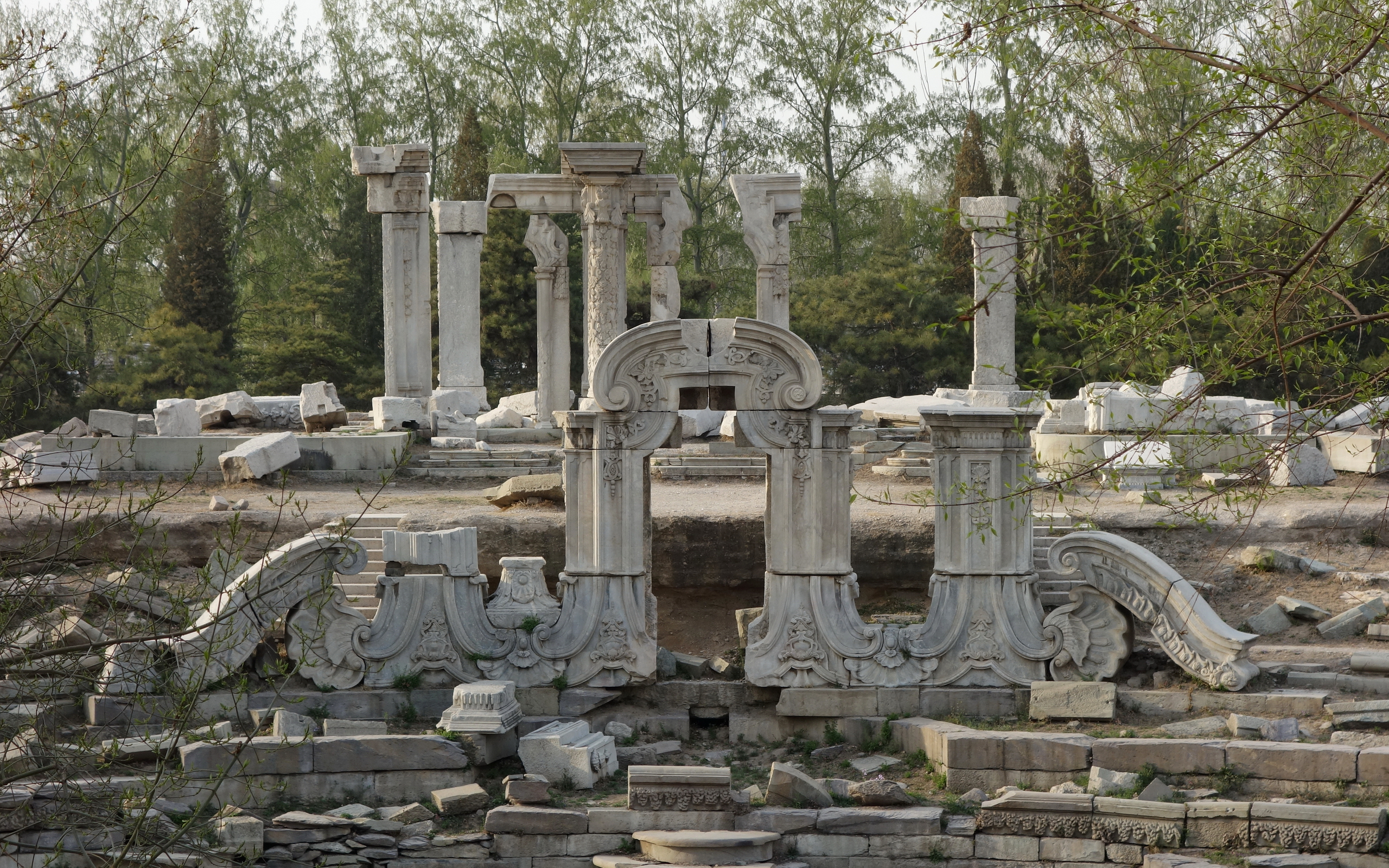